# Gisela Kinzel
Gisela Kinzel (née le 17 mai 1961 à Kirchhellen) est une athlète allemande ayant représenté l'Allemagne de l'Ouest spécialiste du 400 mètres. 

## Biographie

### Palmarès
| Date | Compétition                    | Lieu      | Résultat | Épreuve   | Performance   |
| ---- | ------------------------------ | --------- | -------- | --------- | ------------- |
| 1983 | Championnats du monde          | Helsinki  | 6e       | 4 × 400 m | 3 min 29 s 43 |
| 1986 | Championnats d'Europe          | Stuttgart | 2e       | 4 × 400 m | 3 min 22 s 80 |
| 1987 | Championnats d'Europe en salle | Liévin    | 2e       | 400 m     | 52 s 29       |
| 1987 | Coupe d'Europe des nations     | Prague    | 3e       | 4 × 400 m | 3 min 25 s 29 |
| 1987 | Championnats du monde          | Rome      | 5e       | 4 × 400 m | 3 min 24 s 94 |
| 1988 | Championnats d'Europe en salle | Budapest  | 5e       | 400 m     | 52 s 46       |

### Records
| Épreuve    | Performance | Lieu   | Date         |
| ---------- | ----------- | ------ | ------------ |
| 400 mètres | 50 s 83     | Berlin | 15 août 1986 |